# Tmarus tuberculitibiis
Tmarus tuberculitibiis är en spindelart som beskrevs av Lodovico di Caporiacco 1940. Tmarus tuberculitibiis ingår i släktet Tmarus och familjen krabbspindlar.
Artens utbredningsområde är Etiopien. Inga underarter finns listade i Catalogue of Life.